# Euphausia triacantha
Euphausia triacantha is een krillsoort uit de familie van de Euphausiidae. De wetenschappelijke naam van de soort is voor het eerst geldig gepubliceerd in 1906 door Holt & Tattersall.